# Michaela Rabitsch
Michaela Rabitsch (* 8. März 1963 in Steyr) ist eine österreichische Jazzmusikerin (Trompete, Flügelhorn, Gesang, Komposition). Bislang gilt sie (dem Oesterreichischen Musiklexikon zufolge) als einzige Top-Jazztrompeterin Österreichs.

## Leben und Wirken
Rabitsch, die in Weyer aufwuchs, lernte zunächst Blockflöte zu spielen; ab dem Alter von sieben Jahren erhielt sie klassischen Geigenunterricht. 1977 zog sie nach Wien, um das dortige Musikgymnasium zu besuchen und am Konservatorium der Stadt Wien Instrumentalunterricht zu erhalten. Nach der Matura 1982 begann sie zunächst ein Studium der Handelswissenschaften an der Wirtschaftsuniversität Wien. 1986 wechselte sie zur Trompete (Unterricht bei Christian Paschinger). Von 1991 bis 1995 studierte sie am Brucknerkonservatorium Linz Jazz und Popularmusik bei Ingrid Jensen und Peter Tuscher und Klassik bei Fritz Handlbauer.
Anschließend spielte Rabitsch in verschiedenen Formationen wie den von ihr geleiteten Frauenbands Ladybirds und Sophisticated Ladies. Weiterhin gehörte sie zu mehreren Big Bands und war Theatermusikerin am Wiener Burgtheater und am Theater des Kindes in Linz. Gemeinsam mit dem Gitarristen Robert Pawlik, den sie 1999 heiratete, trat sie im Duo und im gemeinsamen Quartett (mit dem Bassisten Joe Abentung und Dusan Novakov am Schlagzeug) auf; für beide Formationen komponierte und textete sie auch. Das dritte gemeinsame Album (Moods 2008) beinhaltete ausschließlich Eigenkompositionen, die in Zusammenarbeit mit Pawlik entstanden; dabei nehmen die Songs melodisch und rhythmisch Elemente indischer, afrikanischer und südamerikanischer Musiktraditionen sowie der Musik des Balkans auf.
Rabitsch konzertierte auch auf internationalen Festivals wie dem Cape Town International Jazz Festival, Tokyo Jazz Festival oder der Jazzwoche Burghausen.

## Diskographische Hinweise
- Michaela Rabitsch & Robert Pawlik Quartet: Two of a Kind – A Tribute to Louis Armstrong (TOAK 2002)
- Michaela Rabitsch & Robert Pawlik: Just the Two of Us (Fun Records 2005)
- Michaela Rabitsch & Robert Pawlik Quartet: Moods (Extraplatte 2008)
- Michaela Rabitsch & Robert Pawlik Quartet: Voyagers (Extraplatte 2012)[1]
- Michaela Rabitsch & Robert Pawlik: Gimme The Groove (Preiser Records 2018)[2]

## Lexikalischer Eintrag
- Emanuel Wenger/Monika Kornberger: Michaela Rabitsch. In: Oesterreichisches Musiklexikon. Online-Ausgabe, Wien 2002 ff., ISBN 3-7001-3077-5